# Canilhac
Canilhac korábbi község Franciaország déli részén, Lozère megyében. 2011-ben 142 lakosa volt.
2016. január 1-jén Banassac korábbi községgel egyesült és az így létrejött Banassac-Canilhac új község része lett.

## Fekvése
Canilhac a Causse de Sauveterre karsztfennsík északi peremén, a Lot völgye felett fekszik, 720 méteres (a községterület 499-940 méteres) tengerszint feletti magasságban, La Canourgue-tól 8 km-re nyugatra, Lozère és Aveyron megyék (a történelmi Gévaudan és Rouergue) határán.
Nyugatról Saint-Laurent-d’Olt (Aveyron), északról Saint-Pierre-de-Nogaret, keletről Banassac, délről pedig La Tieule és Campagnac (Aveyron) községekkel határos. Nyugati határát (mely egyben a megyehatár is) a Vigne patak alkotja. A község területén ömlik a Lot folyóba az Aubrac-hegység déli oldalának vizeit összegyűjtő Doulou patak.
A községhez tartoznak Malvézy és Verteilhac települések, valamint Alteyrac, Capchalac, La Ferrière, Mas de Fraisse, Miège-Rivière, Puechalon tanyák.

## Története
Canilhac sokáig Gévaudan tartomány Canilhaci báróságának székhelye volt. A Canilhac-család 1720-ban, Philippe de Canilhac halálával kihalt, ekkor a bárói címet a Morangiès-család vásárolta meg, akik azonban székhelyüket Saint-Albanba helyezték át.
A községnek 1881-ben volt a legtöbb lakosa (405 fő), azóta az elvándorlás következtében lakosságának 3/4-ét elveszítette.

### Demográfia
| Év   | Lakosság |
| ---- | -------- |
| 1793 | 230      |
| 1851 | 395      |
| 1876 | 273      |
| 1901 | 244      |
| 1936 | 175      |

| Év   | Lakosság |
| ---- | -------- |
| 1946 | 148      |
| 1954 | 112      |
| 1962 | 96       |
| 1968 | 68       |

| Év   | Lakosság |
| ---- | -------- |
| 1975 | 60       |
| 1982 | 68       |
| 1990 | 68       |
| 1999 | 102      |
| 2010 | 139      |

## Nevezetességei
- Canilhac várának romjai (Kép) - a vár a 12. században már állt, a Canilhaci báróság feudális urainak székhelye volt. A 17. században már romokban állt.
- Saint-Vincent templom - a 12. században épült román stílusban. Berendezése és falfestményei nagyrészt 19. századiak.
- 1729-ben emelt régi kőkereszt (Kép).

## Híres emberek
- Raymond de Canilhac (1300 körül - 1373) toulouse-i püspök itt született.

## Kapcsolódó szócikk
- Lozère megye községei

## Külső hivatkozások
- Nevezetességek (franciául)